# Ribeira do Moinho
Ribeira do Moinho é um curso de água português localizado na freguesia de Ponta Delgada, concelho de Santa Cruz das Flores, ilha das Flores, arquipélago dos Açores.
A Ribeira do Moinho tem origem a uma cota de altitude de cerca de 900 metros numa zona de elevada pluviosidade, no Morro Alto e apresenta um dos maiores caudais entre as ribeiras da ilha. Recebe, além das águas de escorrência, as águas de duas nascentes, uma no Pico da Burrinha e outra (a principal) no próprio Morro Alto, a elevação mais alta da ilha.
A sua bacia hidrográfica, bastante vasta, procede à drenagem do Morro alto e de parte das encostas da Vigia da Rocha Negra.
O seu curso de água desagua no Oceano Atlântico, junto ao local denominado Terra da Costa, entre o Ilhéu Francisco e a Ponta do Albarnaz.